# Baltimore (Vermont)
Baltimore es un pueblo ubicado en el condado de Windsor en el estado estadounidense de Vermont. En el año 2010 tenía una población de 244 habitantes y una densidad poblacional de 20 personas por km².

## Geografía
Baltimore se encuentra ubicado en las coordenadas 43°21′0″N 72°34′0″O / 43.35000, -72.56667.

## Demografía
Según la Oficina del Censo en 2000 los ingresos medios por hogar en la localidad eran de $44,375 y los ingresos medios por familia eran $46,964. Los hombres tenían unos ingresos medios de $28,750 frente a los $21,563 para las mujeres. La renta per cápita para la localidad era de $17,260. Alrededor del 7% de la población estaban por debajo del umbral de pobreza.